# Ленкі-Гурне (Підкарпатське воєводство)
Ленкі-Гурне (пол. Łęki Górne) — село в Польщі, у гміні Пільзно Дембицького повіту Підкарпатського воєводства.
Населення — 1429 осіб (2011).
У 1975-1998 роках село належало до Тарновського воєводства.

## Демографія
Демографічна структура станом на 31 березня 2011 року:
|          | Загалом | Допрацездатний вік | Працездатний вік | Постпрацездатний вік |
| -------- | ------- | ------------------ | ---------------- | -------------------- |
| Чоловіки | 716     | 168                | 462              | 86                   |
| Жінки    | 713     | 148                | 397              | 168                  |
| Разом    | 1429    | 316                | 859              | 254                  |